# Гринворкаут
Гринворкаут (от англ. green workout — «зелёная тренировка») или зелёный спорт— международное экологическое спортивное движение по интеграции спорта и охраны окружающей среды:
В первую очередь, это спортивная уборка мусора на природных территориях, где экоспортсмены соревнуются в килограммах раздельно собранного мусора за ограниченное время.
Для сбора мусора разработаны специальные модификации физических упражнений, позволяющие совмещать волонтёрскую уборку с развитием основных групп мышц: эковыпады и экобёрпи. Они же являются содержанием обязательной общей разминки перед началом соревнований.
Отдельной номинацией проводятся соревнования по подъёму с земли пластиковой бутылки с помощью акробатических элементов и элементов уличного спорта (фриран, акрострит). Как правило, этот конкурс проводится после основных соревнований по спортивной уборке мусора, в период ожидания при подсчёте результатов и подготовки награждения победителей.
Дополнительными видами соревновательной активности (в сезоны, когда спортивная уборка мусора невозможна по погодным условиям) в зелёном спорте являются тренировки и соревнования на тренажёрах из повторно используемых или переработанных вторичных материалов, а также на тренажёрах, вырабатывающих альтернативную электроэнергию.
Движение возникло в белорусском Бресте в 2015 году из проекта экожурналиста Алексея Купрякова по вовлечению молодёжной аудитории в экологическую повестку. Алексей, работавший до этого инструктором по ЛФК и фитнесу, придумал для экологического волонтёрства спортивные правила и вместе с уличными спортсменами начал создавать яркий контент по совмещению саморазвития и развития окружающей среды.
Следующим этапом был переезд основателя гринворкаута в Санкт-Петербург в 2016 году, где он создал коллаборацию своего белорусского проекта с российским проектом Чистые Игры, получившую новое название - Чистобег. Уже в 2018 году был проведён республиканский "Кубок Карелии по Чистобегу", при поддержке главы и министра спорта Республики Карелия.
Последующая пандемия COVID-19 затормозила развитие зелёного спорта ввиду запрета массовых мероприятий.
Возрождение гринворкаута произошло весной 2024 года в рамках совместной акции между городами-побратимами Брест и Братск, получившей название "зелёное побратимство". В рамках городского субботника в 2024 году в Братске прошли соревнования зелёному спорту из Бреста.
Новый виток развития гринворкаута начался летом 2024 году при поддержке Минприроды РФ, с момента, когда Информационно-аналитический центр развития водохозяйственного комплекса включил гринворкаут в программу мероприятий акции "Вода России": большие волонтёрские уборки с элементами гринворкаута прошли в Новосибирске и Ярославле.
Видео про гринворкаут транслировалось на ХIX Международном кинофестивале семейных и детских фильмов «В кругу семьи»